# 马鞍岗古石宕遗址
马鞍岗古石宕遗址位于中国浙江省宁波市海曙区鄞江镇它山堰村马鞍岗山的半山腰，距它山堰直线距离500米，唐朝石宕，东口高2-3米，西口高5米，洞内深30余米，石宕有一条宽约3米的碎石路通向山脚，它山堰石料质地与此相同，抗日战争时期本地百姓曾于此避难，2010年公布为鄞州区文物保护单位，2018年12月28日因行政区划调整公布为海曙区文物保护单位。